# Lac Fern
Pour les articles homonymes, voir Fern.
Le lac Fern, en anglais Fern Lake, est un lac dans l'État américain du Colorado. Il est situé à une altitude de 2 910 m dans le comté de Larimer et le parc national de Rocky Mountain. On peut l'atteindre via le Fern Lake Trail, un sentier de randonnée inscrit au Registre national des lieux historiques depuis le 28 février 2005.